# Wylan Cyprien
Wylan Cyprien (Les Abymes, Guadalupe, 28 de enero de 1995) es un futbolista francés. Juega de centrocampista y su equipo es el Changchun Yatai de la Superliga de China.

## Clubes
| Club                       | País    | Año       |
| -------------------------- | ------- | --------- |
| R. C. Lens                 | Francia | 2013-2016 |
| O. G. C. Niza              | Francia | 2016-2021 |
| Parma Calcio 1913 (cedido) | Italia  | 2020-2021 |
| Parma Calcio 1913          | Italia  | 2021-2025 |
| F. C. Nantes (cedido)      | Francia | 2021-2022 |
| F. C. Sion (cedido)        | Suiza   | 2022-2023 |
| Changchun Yatai            | China   | 2025-     |

## Palmarés

### Títulos nacionales
| Título          | Club         | País    | Año     |
| --------------- | ------------ | ------- | ------- |
| Copa de Francia | F. C. Nantes | Francia | 2022    |
| Serie B         | Parma Calcio | Italia  | 2023-24 |